# Ерсте ліга
Ерсте ліга (до 2017 року МОЛ ліга) — щорічні міжнародні хокейні змагання в Угорщині та Румунії, які проводяться з 2008 року. У чемпіонаті беруть участь десять клубів.

## Історія
У дебютному сезоні 2008–09 років ліга складалася з шести угорських команд та чотирьох румунських.
У сезоні 2009–10 кількість команд зменшилася до п'яти угорських та двох румунських. Після регулярного сезону переможця турніру визначили у фіналі чотирьох.
У сезоні 2010–11 років кількість команд збільшили до шести угорських та трьох румунських.
Сезон 2012–13 років розширив географію до угорських та румунських команд додався словацький клуб «Нове Замки», який відіграв у лізі наступні два сезони.
У сезоні 2016–17 років до ліги приєднався сербський клуб «Белград».
У липні 2017 року компанія MOL, яка раніше була головним спонсором ліги, вирішила не продовжувати контракт.
У сезоні 2017–18 років до ліги приєднався другий склад австрійської команди «Відень Кепіталс».
З сезону 2019–20 років у лізі виступають виключно угорські та румунські клуби. З сезону 2023–24 років у лізі виступає відповідно сім угорських та три румунських клуби.

## Чемпіони
| Клуб                   | Титули | Сезони                 |
| ---------------------- | ------ | ---------------------- |
| М'єркуря-Чук           | 4      | 2009, 2011, 2021, 2022 |
| Мішкольц               | 3      | 2015, 2016, 2017       |
| Дунайвароші Ацельбікак | 2      | 2012, 2013             |
| Георгень               | 2      | 2023, 2025             |
| Будапешт Старс         | 1      | 2010                   |
| Нове Замки             | 1      | 2014                   |
| МАК Будапешт           | 1      | 2018                   |
| Ференцварош            | 1      | 2019                   |
| Корона Брашов          | 1      | 2024                   |